# 老锅厂站
老锅厂站位于贵州省毕节市威宁彝族回族苗族自治县，为内昆铁路线上的一个五等车站，2002年正式启用。六盘水方向为著名的老锅厂隧道。

## 业务办理
不办理货运业务。